# Лондонський дим
«Лондонський дим» («Fumo di Londra») — італійська кінокомедія 1966 року, знята режисером Альберто Сорді, він же виконав головну роль.

## Сюжет
Данте Фонтана — італійський антиквар, здійснює свою давню мрію і вирушає до Лондона на аукціон. Там він знайомиться з герцогинею, яка запрошує його до себе в гості в замок. Зазнавши низку пригод, Данте Фонтана впізнає Англію з двох боків: вікторіанську і сучасну.

## У ролях
- Альберто Сорді: Данте Фонтана
- Фіона Льюїс: Елізабет
- Емі Далбі: Герцогиня
- Альфредо Маркетті: Граф Болла
- Клара Бінді: Дружина Данте
- Майкл Трубшоу: Полковник
- Массімо Унгаретті: Друг Данте
- Романо Джоміні: Мандрівник
- Барт Еллісон: Священик
- Містер Ченс: Аукціоніст
- Сара Колмер: Леді Шарлотта
- Памела Голлієр: Леді Рейчел
- Джордж Джонс: Таксист
- Вільям Мостін Оуен: Реджинальд
- Елізабет Раттер: Ангел
- Джин Сент-Клер: Директорка
- Філіп Джон Трібл: Шотландець
- Пед Джон Веллс: Гість

## Знімальна група
- Режисер: Альберто Сорді
- Сценарій: Альберто Сорді, Серхіо Амідеї
- Продюсер: Джорджо Б'янкі
- Оператор: Беніто Фраттарі
- Композитор: П'єро Піччоні
- Художник: Еліо Костанці
- Монтаж: Антоньєтта Зіта
- Костюми: Даріо Чеккі
- Грим: Карлотта Беттаніні